# Out of Africa (film)

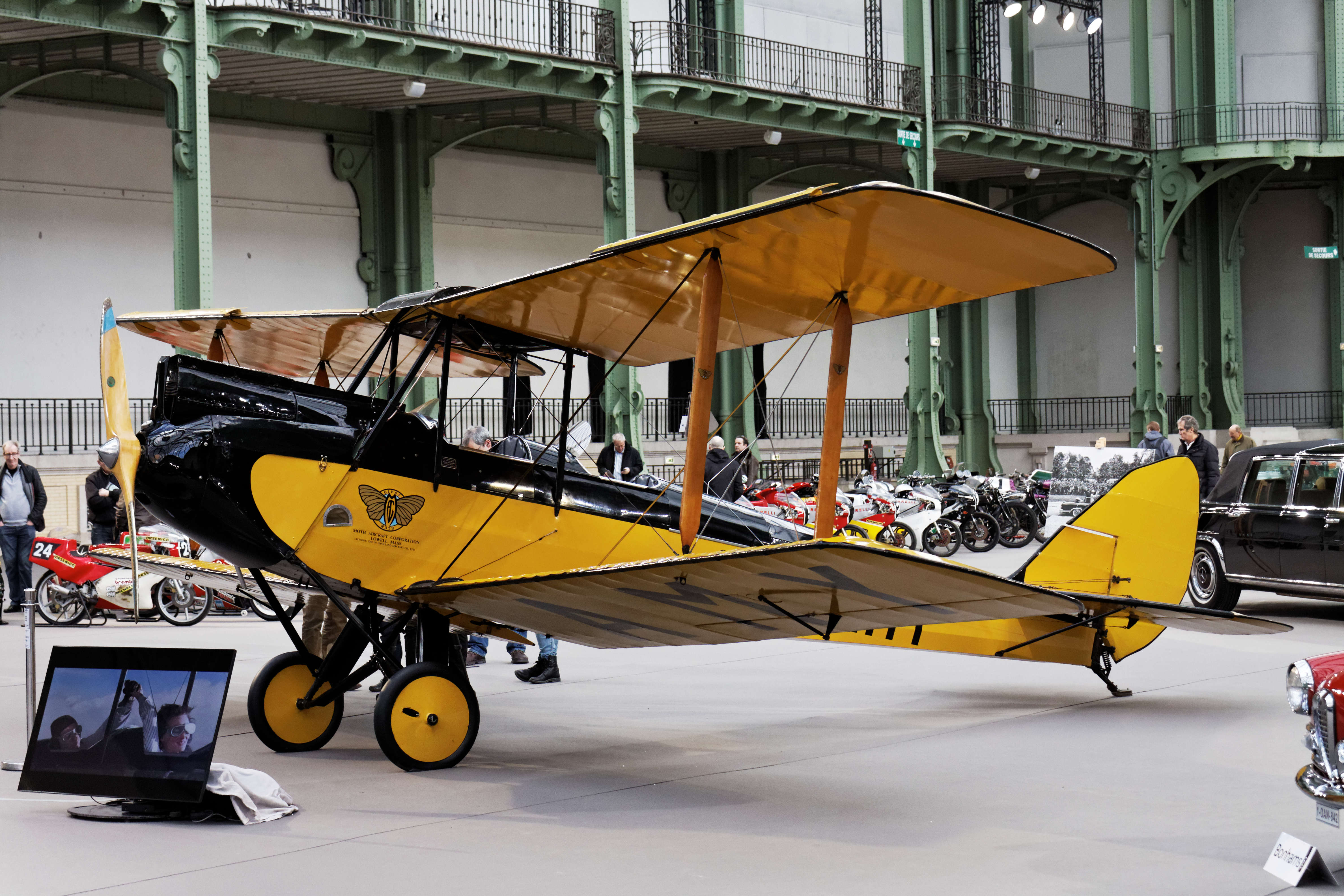
De De Havilland DH.60 Gipsy Moth uit 1929 die in de film is gebruikt

Out of Africa is een Amerikaanse dramafilm uit 1985 onder regie van Sydney Pollack. Het scenario is gebaseerd op het gelijknamige boek uit 1937 van de Deense auteur Karen Blixen, op haar boek Shadows on the Grass (1961), en op verschillende biografieën over Blixen.

## Verhaal
De Deense auteur Karen Blixen begint met haar man een plantage in Brits-Oost-Afrika. Haar leven wordt beheerst door haar overspelige echtgenoot, haar minnaar Denys Finch Hatton, de problemen op de plantage en haar onderwijs aan de plaatselijke bevolking.

## Rolverdeling
| Acteur                | Personage     |
| --------------------- | ------------- |
| Meryl Streep          | Karen         |
| Robert Redford        | Denys         |
| Klaus Maria Brandauer | Bror          |
| Michael Kitchen       | Berkeley      |
| Malick Bowens         | Farah         |
| Joseph Thiaka         | Kamante       |
| Stephen Kinyanjui     | Kinanjui      |
| Michael Gough         | Delamaere     |
| Suzanna Hamilton      | Felicity      |
| Rachel Kempson        | Lady Belfield |
| Graham Crowden        | Lord Belfield |
| Leslie Phillips       | Sir Joseph    |
| Shane Rimmer          | Belknap       |
| Mike Bugara           | Juma          |
| Job Seda              | Kanuthia      |

## Muziek
De filmmuziek werd gecomponeerd door John Barry.

## Prijzen
Oscars
De film won zeven Oscars en was voor vier andere categorieën genomineerd.
Gewonnen
- Beste film
- Beste regie
- Beste artdirection
- Beste camerawerk
- Beste bewerkte scenario
- Beste originele muziek
- Beste geluid

Genomineerd
- Beste vrouwelijke hoofdrol (Meryl Streep)
- Beste mannelijke bijrol (Klaus Maria Brandauer)
- Beste kostuumontwerp
- Beste montage

Golden Globes
De film won drie Golden Globes (Beste film (drama), Beste mannelijke bijrol, Beste filmmuziek) en was in drie andere categorieën genomineerd.
BAFTA Awards
De film won drie BAFTA Awards en had daarnaast nog drie nominaties.